# Jean-Baptiste Dupilet
Pour les articles homonymes, voir Dupilet.
Jean-Baptiste Dupilet, né le 8 juillet 1880 à Denain, et, mort le 26 juin 1952 à  Douchy-les-Mines, est un homme politique français.

## Biographie
En 1896, il est licencié par la Compagnie des mines de Courrières puis réembauché en 1899 et de nouveau renvoyé en 1905. Il se marie en 1906. Lorsque la Première Guerre mondiale éclate, il est mobilisé. En 1919, il retourne dans le Nord de la France, il se situe à la gauche de la SFIO. En 1921, il devient le premier secrétaire de la section de Denain du PC, qu'il a fondée. Il se prononce en 1922 dans Le Prolétaire pour un "Front unique avec les masses...". La CGTU l'appelle à Paris pour fonder une Fédération CGTU du sous-sol. Il en devient le trésorier. En décembre, le IVe congrès de l'Internationale communiste (IC), à Moscou, propose son nom comme membre du Comité directeur du PC. 
En 1923, il devient membre du Comité directeur du Parti communiste (PC) et demeure dans l'organisme de direction de celui-ci jusqu'en 1925. Au congrès de Lyon du PC en 1924, il devient membre titulaire du Comité central du PC jusque l'année suivante. Dupilet devient secrétaire de mairie à Douchy-les-Mines, dans le Nord. En 1939, il s'oppose catégoriquement au pacte germano-soviétique et rompt avec le PCF.
Il meurt en 1952 alors qu'il est toujours en activité à la mairie de Douchy-les-Mines.

Devant le mur des Fédérés au Père Lachaise, de gauche à droite : 1. Dutilleul, secrétaire du Secours ouvrier international 2. John, adjoint 3. Maurice Thorez, secrétaire PCF 4. Cook Secrétaire fédération syndicale des mineurs anglais 5. Moniez F. Secrétaire adjoint fédération unitaire du sous-sol 6. J.-B. Dupilet, trésorier fédération unitaire du sous-sol 7. un rédacteur du journal L'Humanité.

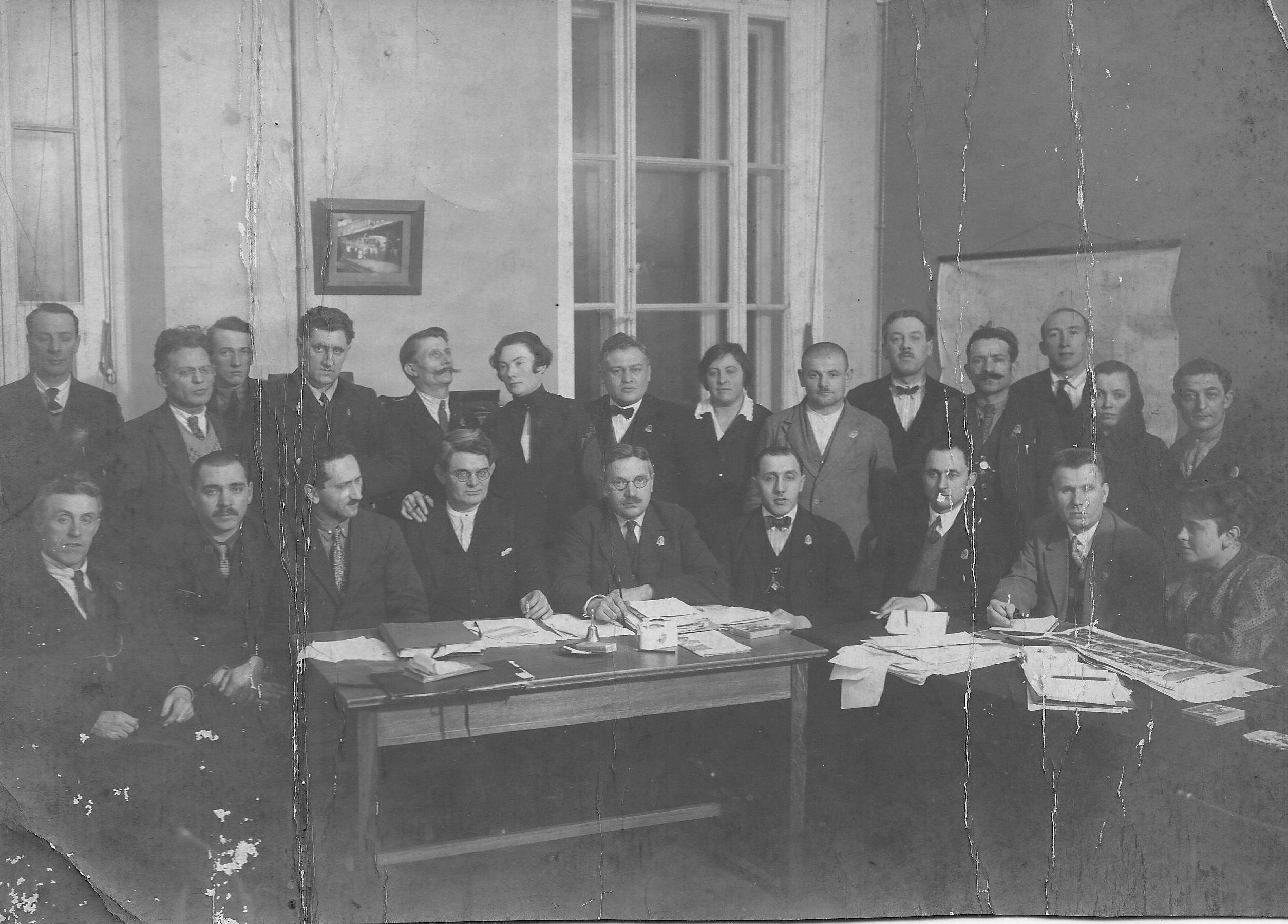